# Nick Adams
Nicholas Aloysius Adamschock, lepiej znany jako Nick Adams (ur. 10 lipca 1931 w Nanticoke, zm. 7 lutego 1968 w Beverly Hills) – amerykański aktor filmowy i telewizyjny. Za rolę Bena Browna w filmie Odcienie honoru (Twilight of Honor) został nominowany do Oscara. W trakcie swej 18-letniej kariery aktorskiej wystąpił łącznie w 65 filmach i serialach telewizyjnych.

## Życiorys

### Wczesne lata
Urodził się w Nanticoke w stanie Pensylwania, w rodzinie górników jako syn Petera Adamshocka i Catherine Kutz, która pracowała w Western Electric. Jego ojciec był z pochodzenia Ukraińcem. Dorastał z bratem Andrew, który został lekarzem. W połowie lat 30. jego rodzina przeniosła się do New Jersey, gdzie ukończył St. Peter’s College w Jersey City. W 1948 roku, podczas wizyty w Nowym Jorku, 17-letni Adams brał udział w przesłuchaniu do sztuki Seana O’Caseya The Silver Tassie i poznał Jacka Palance’a. Po ukończeniu studiów postanowił rozpocząć karierę i wyjechał do Hollywood. Odbył służbę wojskową w United States Coast Guard.

### Kariera
Po debiucie w muzycznym filmie romantycznym Somebody Loves Me (1952) z Betty Hutton i Ralphem Meekerem, pojawił się jako Billy Kid w westernie Warner Bros. Dziwna dama w mieście (Strange Lady in Town, 1955) w reżyserii Mervyna LeRoya z Greer Garson i Daną Andrews, a następnie otrzymał rolę Rebera w komediodramacie wojennym Mister Roberts (1955) u boku Henry’ego Fondy i Jamesa Cagneya. Wystąpił też w dramacie Nicholasa Raya Buntownik bez powodu (Rebel Without a Cause, 1955) z Jamesem Deanem.
Grał też w serialach, w tym CBS Poszukiwany: żywy lub martwy (Wanted Dead or Alive, 1958) jako Andy Martin oraz w 76 odcinkach westernu ABC The Rebel (1959-1961) jako Johnny Yuma. Wystąpił jako amerykański naukowiec Stephen Reinhart w filmie Daniela Hallera Giń, stworze, giń! (Die, Monster, Die!), luźno opartym na powieści Howarda Phillipsa Lovecrafta pt. Kolor z przestworzy. W 1963 nominowany w kategorii Oscar dla najlepszego aktora drugoplanowego za rolę w filmie Twilight of Honor.

## Życie prywatne
11 maja 1959 poślubił Carol Nugent. Mieli dwójkę dzieci: córkę Allyson Lee (ur. 1960) i syna Jeba Stuarta (ur. 10 kwietnia 1961).

### Śmierć
7 lutego 1968, w wieku 36 lat, został znaleziony martwy w swoim domu w Beverly Hills z powodu przedawkowania leków na receptę.

## Filmografia

### Filmy
- 1952: Somebody Loves Me jako pracownik Western Union
- 1955
  - Buntownik bez powodu (Rebel Without a Cause) jako Chick
  - Mister Roberts jako Reber
  - Piknik jako Bomber
  - Dziwna dama w mieście jako Billy the Kid
  - Umarłem tysiąc razy jako Bellboy
- 1956
  - Ostatni wóz (The Last Wagon) jako Ridge
  - Olbrzym jako Jett Rink (głos)
  - Our Miss Brooks jako Gary Nolan
  - A Strange Adventure jako Phil Davis
- 1957
  - Słodki smak sukcesu jako klient kupujący hot-doga
  - Fury at Showdown jako Tracy Mitchell
- 1958
  - Prymus (Teacher’s Pet) jako Barney Kovac
  - Sing Boy Sing jako C.K. Judd
  - Oferma w armii jako szer. Ben Whitledge
- 1959
  - Telefon towarzyski jako Tony Walters
  - Historia FBI jako John Gilbert „Jack” Graham
- 1962
  - Piekło jest dla bohaterów jako Homer Janeczek
  - The Interns jako dr Sid Lackland
- 1963
  - Odcienie honoru (Twilight of Honor) jako Ben Brown
  - The Hook jako szer. V.R. Hackett
- 1964: The Young Lovers jako Tarragoo
- 1965
  - Frankenstein Conquers the World jako dr James Bowen
  - Inwazja potworów jako astronauta F. Glenn Amer
  - Giń, stworze, giń! jako Stephen Reinhart
  - Young Dillinger jako John Dillinger
- 1966: Don't Worry, We'll Think of a Title jako agent KEB
- 1967
  - Kokusai himitsu keisatsu: Zettai zetsumei jako John Carter
  - Mosby's Marauders jako sierż. Gregg
- 1968
  - Mission Mars jako Nick Grant
  - Fever Heat jako Ace Jones
  - Los asesinos jako Shannon

### Seriale TV
- 1953: General Electric Theater jako Paul Madsen
- 1956: The People’s Choice jako Augie
- 1957: Playhouse 90 jako Sandy
- 1958: Poszukiwany: żywy lub martwy (Wanted Dead or Alive) jako Andy Martin
- 1958: Richard Diamond, Private Detective jako Mickey Houseman
- 1958: Cimarron City jako John Hartman Jr.
- 1958: Letter to Loretta jako Chip Davidson
- 1958: Steve Canyon jako sierż. Korman
- 1958-59: Zane Grey Theater jako George Pelletti/Lynn Parsons (2 odcinki)
- 1958-59: Trackdown jako Deal Jackford/Will Hastings/Luke Crane (3 odcinki)
- 1958-61: Wagon Train jako Sam Upton/Antonio „Tonio” Gigli (2 odcinki)
- 1959: Yancy Derringer jako wielki książę Alexis
- 1959: Tales of Wells Fargo jako Ira Watkins
- 1959: The David Niven Show jako sierż. Pete Manners
- 1959-61: The Rebel jako Johnny Yuma (76 odcinków)
- 1961: Ben Casey jako Orin Reid
- 1961-62: The Dick Powell Show jako Nick Phillips/George Townsend (2 odcinki)
- 1961-62: General Electric Theater jako Richard Martin/Paul Madsen (2 odcinki)
- 1962: The Joey Bishop Show jako Snooky Bradford
- 1962: Checkmate jako Weiler
- 1962-63: Saints and Sinners jako Nick Alexander (18 odcinków)
- 1963: The Ray Anthony Show
- 1963: 77 Sunset Strip jako Max Dent
- 1963-65: Prawo Burke’a różne role (5 odcinków)
- 1963-67: Combat! jako szer. Mick Hellar/kpr. Marty Roberts (2 odcinki)
- 1964: Po tamtej stronie jako Mike Benson
- 1964: Arrest and Trial jako Ronnie Blake
- 1964: The Reporter jako Roger
- 1964: Wyprawa na dno morza jako Jason
- 1964: Rawhide jako kpr. Dasovik
- 1965: Ben Casey jako Orin Reid
- 1965-68: The Wild Wild West jako książę/szeryf Dave Cord (2 odcinki)
- 1967: Hondo jako dziecko Apaczów (2 odcinki)
- 1967: Disneyland jako sierż. Gregg (2 odcinki)
- 1967: The Monroes jako Dave Smith

### Krótkometrażowe
- 1951: Fast and Foolish